# Rico Speksnijder
Rico Speksnijder (Gouda, Países Bajos, 23 de febrero de 2005) es un futbolista neerlandés que juega de centrocampista en el Jong Ajax de la Eerste Divisie.

## Estadísticas

### Clubes
Actualizado al último partido disputado el 1 de noviembre de 2024.
| Club                     | Div.          | Temporada     | Liga  | Liga  | Copas nacionales | Copas nacionales | Copas internacionales | Copas internacionales | Total | Total |
| Club                     | Div.          | Temporada     | Part. | Goles | Part.            | Goles            | Part.                 | Goles                 | Part. | Goles |
| ------------------------ | ------------- | ------------- | ----- | ----- | ---------------- | ---------------- | --------------------- | --------------------- | ----- | ----- |
| Jong Ajax · Países Bajos | 2.ª           | 2023-24       | 19    | 0     | —                | —                | —                     | —                     | 19    | 0     |
| Jong Ajax · Países Bajos | 2.ª           | 2024-25       | 7     | 0     | —                | —                | —                     | —                     | 7     | 0     |
| Jong Ajax · Países Bajos | Total club    | Total club    | 26    | 0     | 0                | 0                | 0                     | 0                     | 26    | 0     |
| Total carrera            | Total carrera | Total carrera | 26    | 0     | 0                | 0                | 0                     | 0                     | 26    | 0     |